# The Clone Wars (série littéraire)
Pour les articles homonymes, voir Guerre des clones (homonymie).
The Clone Wars (titre original : The Clone Wars) est une série littéraire de science-fiction placée dans l'univers étendu de Star Wars.

## Résumé
La guerre est déclarée ! Alors que les Jedi tentent de repousser l'armée sécessionniste à travers la bordure extérieure de la galaxie, le Comte Dooku fomente l'enlèvement du fils de Jabba le Hutt. Kenobi et Anakin, aidée par la jeune padawan Ahsoka Tano ont pour mission d'aller le délivrer.
Apprenant que les séparatistes fomentent une attaque sur Coruscant, Anakin Skywalker et sa padawan Ahsoka s'engagent dans une mission à haut risque pour tenter d'arrêter le général Grievous. Pendant ce temps, le sénateur Bail Organa recueille des informations capitale, susceptible de faire basculer le cours de la guerre du côté de la république. Convalescence, Obi-wan Kenobi accepte de l'accompagner sur une obscure planète de la bordure extérieure pour vérifier la véracité de ces indications. Les deux hommes ignorent qu'ils foncent droit dans un piège mortel savamment orchestré par Palpatine.

## Chronologie
1. The Clone Wars (The Clone Wars) - 22 av. BY
2. En territoire inconnu (Wild Space) - 22 av. BY
3. Pas de prisonniers (No Prisonners) - 22 av. BY
4. Gambit : Infiltré (Gambit: Stealth) - 22 av. BY
5. Gambit : Siège (Gambit: Siege) - 22 av. BY

## The Clone Wars
The Clone Wars est écrit par Karen Traviss. Il est publié aux États-Unis par Del Rey Books le 26 juillet 2008,. Il est traduit en français par Gabrielle Brodhy et publié par les éditions Fleuve noir le 27 novembre 2008, avec alors 305 pages,.

## En territoire inconnu
En territoire inconnu est écrit par Karen Miller. Il est publié sous son titre original, Wild Space, aux États-Unis par Del Rey Books le 9 décembre 2008,. Il est traduit en français par Gabrielle Brodhy et publié par les éditions Fleuve noir le 23 avril 2009, avec alors 438 pages,.

## Pas de prisonniers
Pas de prisonniers est écrit par Karen Traviss. Il est publié sous son titre original, No Prisonners, aux États-Unis par Del Rey Books le 19 mai 2009,. Il est traduit en français par Gabrielle Brodhy et publié par les éditions Fleuve noir le 29 août 2009, avec alors 306 pages,.

## Gambit: Infiltré
Gambit : Infiltré est écrit par Karen Miller. Il est publié sous son titre original, Gambit: Stealth, aux États-Unis par Del Rey Books le 23 février 2010,. Il est traduit en français par Gabrielle Brodhy et publié par les éditions Fleuve noir le 29 avril 2010, avec alors 470 pages,.

## Gambit: Siège
Gambit : Siège est écrit par Karen Miller. Il est publié sous son titre original, Gambit: Siege, aux États-Unis par Del Rey Books le 6 juillet 2010,. Il est traduit en français par Gabrielle Brodhy et publié par les éditions Fleuve noir le 28 octobre 2010, avec alors 23 pages,.